# Shapiro-egyenlőtlenség
A Shapiro-egyenlőtlenség egy egyenlőtlenség, melyet Harold Shapiro vetett fel 1954-ben.

## Az egyenlőtlenség állítása
Amennyiben n páros és legfeljebb 12 vagy n páratlan és legfeljebb 23, akkor:
{\displaystyle \sum _{i=1}^{n}{\frac {x_{i}}{x_{i+1}+x_{i+2}}}\geq {\frac {n}{2}}},
ahol {\displaystyle x_{n+1}=x_{1},x_{n+2}=x_{2}}.
A probléma eredeti felvetése nagyobb n-eket is megengedett, ám ezekre az állítás nem igaz, az alsó határ pedig {\displaystyle \gamma {\frac {n}{2}}}, ahol {\displaystyle \gamma \approx 0.9891\dots }.
Az n = 12 (Godunova és Levin, 1976) és n = 23 (Troesch, 1989)-re adott eredeti bizonyítások számolásokon alapulnak, de 2002-ben P.J. Bushell és J.B. McLeod adott az n = 12 esetre egy analitikus bizonyítást.
A γ értékét Vladimir Drinfeld határozta meg 1971-ben. Pontosabban, Drinfeld bemutatta, miszerint γ-t a {\displaystyle {\frac {1}{2}}\psi (0)} adja meg, ahol ψ a konvex burokfüggvénye az f(x) = e-x és {\displaystyle g(x)={\frac {2}{e^{x}+e^{\frac {x}{2}}}}} függvények együttesének (azaz a ψ fölötti terület f és g konvex burka).
Igazak továbbá azon állítások, hogy f(x1,x2,...,xn)-nel jelölve a fenti egyenlőtlenség bal oldalát, f(x1,x2,...,xn)+f(xn,xn-1, ..., x1) {\displaystyle \geq }n, továbbá az eredeti egyenlőtlenség is igaz monoton xi-sorozatokra.

## Ellenpéldák nagyobb n-ekre
Az első ellenpéldát Lighthill találta meg 1956-ban, n = 20-ra:
{\displaystyle x_{20}=(1+5\epsilon ,\ 6\epsilon ,\ 1+4\epsilon ,\ 5\epsilon ,\ 1+3\epsilon ,\ 4\epsilon ,\ 1+2\epsilon ,\ 3\epsilon ,\ 1+\epsilon ,\ 2\epsilon ,\ 1+2\epsilon ,\ \epsilon ,\ 1+3\epsilon ,\ 2\epsilon ,\ 1+4\epsilon ,\ 3\epsilon ,\ 1+5\epsilon ,\ 4\epsilon ,\ 1+6\epsilon ,\ 5\epsilon )} ahol {\displaystyle \epsilon } elég közel van 0-hoz.
Ekkor a bal oldal {\displaystyle 10-\epsilon ^{2}+O(\epsilon ^{3})}, így kisebb 10-nél, ha {\displaystyle \epsilon } elég kicsi.
Ellenpélda n = 14-re Troesch által (1985):
{\displaystyle x_{14}} = (0, 42, 2, 42, 4, 41, 5, 39, 4, 38, 2, 38, 0, 40) (Troesch, 1985).
Ellenpélda n=25-re:
{\displaystyle x_{25}} = (32, 0, 37, 0, 43, 0, 50, 0, 59, 8, 62, 21, 55, 29, 44, 32, 33, 31, 24, 30, 16, 29, 10, 29, 4)

## Fordítás
- Ez a szócikk részben vagy egészben  a   Shapiro's inequality című angol Wikipédia-szócikk fordításán alapul.  Az eredeti cikk szerkesztőit annak laptörténete sorolja fel. Ez a jelzés csupán a megfogalmazás eredetét és a szerzői jogokat jelzi, nem szolgál a cikkben szereplő információk forrásmegjelöléseként.